# 베이지 (가수)
베이지(본명: 황진선, 1986년 10월 11일 ~ )는 대한민국의 가수이다.

## 생애
- 가수 베이지, '명품곡의 재탄생' REBIRTH 프로젝트로[1]

## 학력
- 북인천여자중학교
- 인천효성고등학교
- 단국대학교 생활음악학 학사

## 음반 활동
- 2007년 3월 29일 m.net 그림자
- 2007년 4월 10일 1집 Something Like Beige vol.1
- 2009년 1.5집 XOXO
- 2010년 친구와 사랑에 빠질 때(Digital Single)
- 2011년 1월 술을 못해요(Digital Single)
- 2011년 11월 말이 안 통해

### 참여 음반
- 딜라이트 OST
- SBS 완벽한이웃을 만나는법 (바보라서, 아름다운 세상을 찾아서)
- MBC 옥션하우스 (Restart)
- OCN 경성기방 영화관 (낙화)
- SBS 달콤한 나의도시 (후)
- SBS 천만번 사랑해(천만번사랑해 , 가슴이 하는말)
- KBS 추노 (달에지다)
- MBC 분홍립스틱 (검은눈물)
- MBC 볼수록 애교만점 (치료해줘)
- KBS 사랑하길 잘했어 (I Love You Forever)
- KBS 가시나무새 (우리여기까지하자)With.이석훈
- KBS 사랑을 믿어요 (믿나요)
- SBS 내사랑 내곁에 (하루를살지라도)
- SBS 더 뮤지컬 (내 남자는)
- KBS 내 딸 서영이 (쓸쓸한 이야기)
- JTBC 궁중잔혹사: 꽃들의 전쟁 (꿈이어라)
- MBC 오로라 공주 (좋아좋아)
- KBS 트로트의 연인 (마주보다)
- MBC 왔다! 장보리 (눈꽃)
- KBS 가족끼리 왜 이래 (송가)
- KBS 부탁해요, 엄마 (사랑 참 어렵다)
- KBS 구르미 그린 달빛 (그리워 그리워서 (라온Ver.))

## 뮤직비디오
- 노블레스 (후회는없어)
- PK헤만 (그럴거면 왜)
- 김진표 (나의주먹)
- PE2NY (Musicbox)
- 음악농장 (Destiny)
- 세계심장의날 listen campaign ost (my heart story)
- 신재홍리벌스 (일기

## MC
- 채널V 코리안 [V] 카운트다운 VJ
- 국군방송FM 베이지의 뮤직닷컴 DJ
- 경기방송 《베이지의 감성터치》 DJ